# روبرت الشايع
روبرت الشايع (بالإنجليزية: Robert Shaye)‏ هو منتج أفلام ومخرج وممثل أمريكي، ولد في 3 مارس 1939 بديترويت في الولايات المتحدة. من الجوائز التي نالها برنامج فولبرايت.

## أعمال

### أفلام
- (1984) كابوس شارع إيلم[5]
- (1986) المخلوقات
- (1988) المخلوقات 2
- (2000) تردد[6][7]
- (2002)  البرجان[8]
- (2003)  عودة الملك[9]
- (2003) فريدي ضد جايسون[10]
- (2004) هاتف خلوي[11]
- (2007) مثبتات الشعر[12]

## جوائز
- برنامج فولبرايت

## وصلات خارجية
- روبرت الشايع على موقع IMDb (الإنجليزية)
- روبرت الشايع على موقع ألو سيني (الفرنسية)
- روبرت الشايع على موقع أول موفي (الإنجليزية)
- روبرت الشايع على موقع قاعدة بيانات الأفلام السويدية (السويدية)
- روبرت الشايع على موقع إن إن دي بي (الإنجليزية)
- روبرت الشايع على موقع قاعدة بيانات الفيلم (الإنجليزية)
- روبرت الشايع على موقع كينوبويسك (الروسية)